# Bastiaan de Poorter

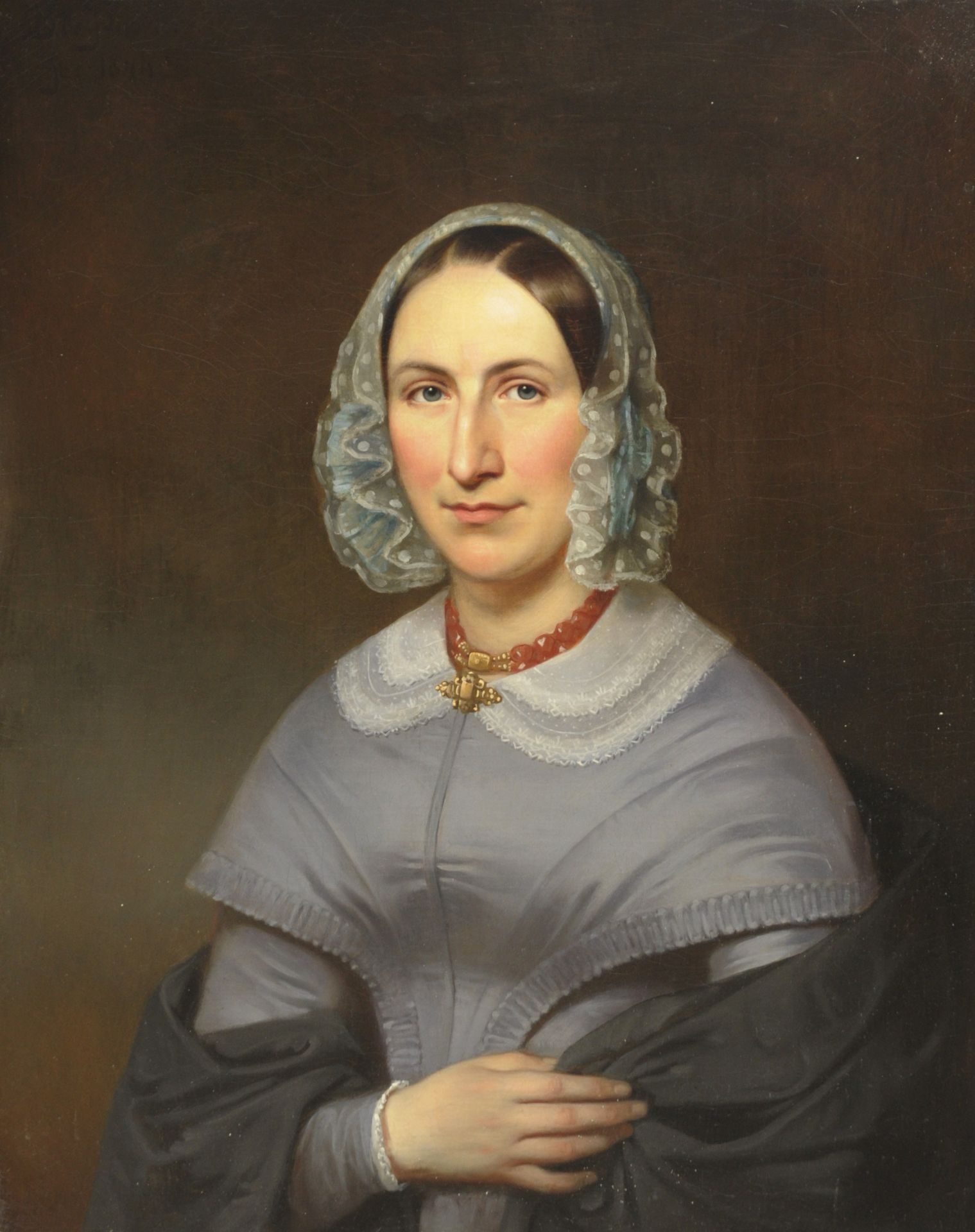
Porträt der Frau Teixera de Mattos

Bastiaan de Poorter (* 5. November 1813 in Meeuwen (Provinz Noord-Brabant); † 22. Januar 1880 ebenda) war ein niederländischer Porträtmaler, Radierer und Lithograf.
Von 1839 bis 1840 studierte er an der Koninklijke Academie van Beeldende Kunsten in Den Haag   und bei Cornelis Kruseman. 1839 wurde er Mitglied von „Arti et Amicitiae“ in Amsterdam.
Er war in Den Haag 1835–1840, Heusden 1840, Den Bosch 1841, Utrecht 1842–1861, Den Haag 1861–1869, Amsterdam 1870–1879, Meeuwen 1879–1880 tätig. 
Bastiaan de Poorter war Porträt- und Figurenmaler, auch Radierer und Lithograph. Von 1870 bis 1879 war er Direktor der Rijksakademie van beeldende kunsten in Amsterdam. 
Unterrichtete unter anderem Gerardus Willem van Dokkum und Ferdinand Oldewelt.
Er stellte seine Werke auf den Ausstellungen in Amsterdam von 1835 bis 1872 aus.